# Бугеули
Бугеули (груз. ბუგეული) — село в Грузии, на территории Амбролаурского муниципалитета края (мхаре) Рача-Лечхуми и Нижняя Сванетия.

## География
Село находится в северной части Грузии, на левом берегу реки Риони, на расстоянии приблизительно 5 километров (по прямой) к западо-северо-западу от города Амбролаури, административного центра муниципалитета. Абсолютная высота — 566 метров над уровнем моря.

## Население
По результатам официальной переписи населения 2014 года, в Бугеули проживало 315 человек (149 мужчин и 166 женщин). В национальной структуре населения грузины составляли 100 %.
| Год  | Население, человек |
| ---- | ------------------ |
| 2002 | 434                |
| 2014 | ↘ 315              |